# Hosdurga
Hosdurga (en canarés: ಹೊಸದುರ್ಗ ) es una ciudad de la India en el distrito de Chitradurga, estado de Karnataka.

## Geografía
Se encuentra a una altitud de 727 m s. n. m. a 210 km de la capital estatal, Bangalore, en la zona horaria UTC +5:30.

## Demografía
Según estimación 2011 contaba con una población de 27 632 habitantes.